# ألعاب جنوب شرق آسيا 2019
دورة ألعاب جنوب شرق آسيا لعام 2019 ، والمعروفة رسميًا باسم دورة ألعاب جنوب شرق آسيا الثلاثين أو دورة ألعاب SEA لعام 2019 والمعروفة باسم الفلبين 2019، هي النسخة الثلاثين من دورة ألعاب جنوب شرق آسيا، وهي مناسبة إقليمية متعددة الرياضات تعقد كل عامين في الفلبين من 30 نوفمبر إلى 11 ديسمبر 2019، مع الألعاب من الرياضات المختارة بدأت في وقت مبكر من 24 نوفمبر.
تتميز هذه الطبعة بأول لامركزية كبرى في تاريخ الألعاب، حيث تنتشر أماكن المنافسة في 23 مدينة في جميع أنحاء البلاد، مقسمة إلى 4 مجموعات، وتقع جميعها في جزيرة لوزون (مترو مانيلا، كلارك، سوبيك / أولونجابو، ومجموعة رابعة تتكون من أماكن قائمة بذاتها). ستكون هذه المرة الرابعة التي تستضيف فيها الفلبين هذه الألعاب، وهي المرة الأولى منذ عام 2005. سبق أن استضافت طبعتي 1981 و 1991 للألعاب. هذه الطبعة هي أبرز لكونها الطبعة الأولى لتشمل بالامارات وعقبة بالطبع فضلا عن وجود أكبر عدد من الألعاب الرياضية في تاريخ الألعاب، في ما مجموعه 56.
منحت حقوق الاستضافة في الأصل إلى بروناي في عام 2012،  ولكن انسحبت البلاد قبل أيام من دورة ألعاب جنوب شرق آسيا لعام 2015 بسبب «أسباب مالية ولوجستية».
في يوليو 2015، وافقت الفلبين على استضافة الألعاب بعد انسحاب بروناي. ومع ذلك، فقد ظل استضافة الفلبين غير مؤكد بعد انسحاب الدعم الحكومي بعد ذلك بعامين لأنه كان يخطط لاستخدام الأموال المخصصة للألعاب لإعادة تأهيل مراوي بعد احتلالها من قبل أنصار داعش. عرضت تايلاند وإندونيسيا استضافة الألعاب بالتخطيط الأخير لإعادة استخدام الأماكن المستخدمة في دورة الألعاب الآسيوية 2018. ومع ذلك، بحلول 16 أغسطس 2017، أعلنت الحكومة الفلبينية عكس الانسحاب.
تم تصنيف استضافة الدولة لألعاب SEA الثلاثين على أنها «نقطة انطلاق» لمحاولة محتملة لاستضافة دورة الألعاب الآسيوية 2030.
وفقًا لتقاليد ألعاب SEA، يتم تدوير رسوم الاستضافة بين الدول الأعضاء في اتحاد ألعا. يتم تعيين كل دولة عامًا لاستضافتها ولكن قد تختار القيام بذلك أم لا.
الفلبين

## أماكن
شر.
هناك أربع مجموعات أو مراكز مخصصة للأحداث الرياضية لدورة ألعاب جنوب شرق آسيا 2019 وهي كلارك وسوبيك ومانيلا الكبرى و «مناطق أخرى». في السابق كانت المجموعة الرابعة معروفة باسم BLT (باتانجاس، لا يونيون، تاجايتاي) كلاستر  المحور الرئيسي هو كلارك في المجمع الرياضي في المركز الإداري الحكومي الوطني، نيو كلارك سيتي في كاباس، تارلاك. سيكون الموقع الثانوي هو حين أن مكان التعليم العالي سيكون مترو مانيلا والمناطق المجاورة الأخرى.

### كلارك العنقودية

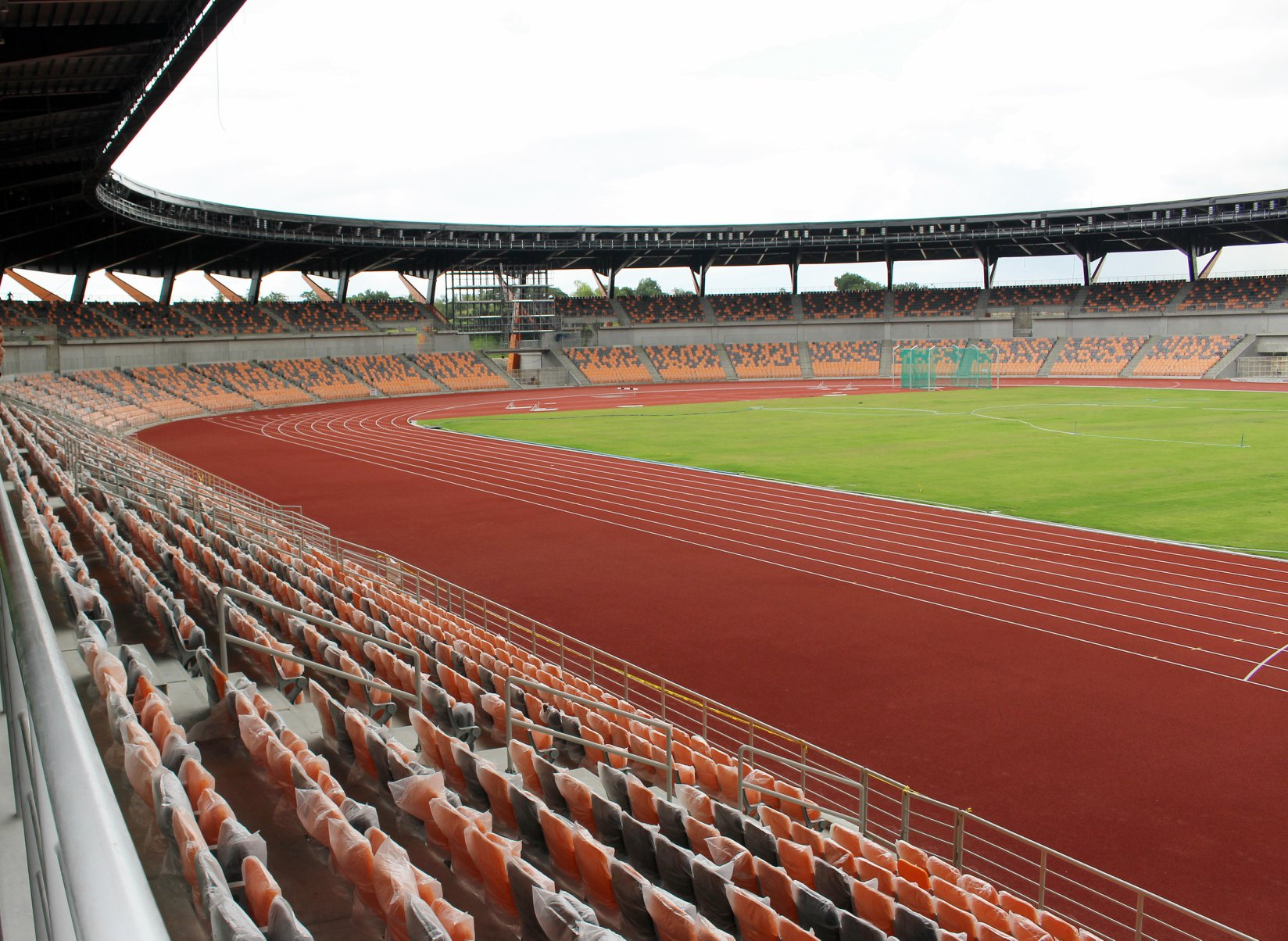
يستضيف استاد ألعاب القوى في New Clark City Sports Hub ألعاب القوى وحفل الإغلاق.

## تسويق
أقيم حفل إطلاق العد التنازلي الرسمي لألعاب جنوب شرق آسيا لعام 2019 في متنزه بيانيهان في منطقة كلارك فريبورت في بامبانجا  والذي حضره ممثلو 11 دولة مشاركة في الألعاب. في الحفل، تم الكشف رسميا عن شعار وموضوع الألعاب. 15 متر (49 قدم) كانت مضاءة هيكل يتكون من 11 حلقات يمثلون 11 دولة أيضا كجزء من حفل العد التنازلي. تم تأكيد التميمة بعد وقت قصير على أنها رسمية خارج طقوس حفل العد التنازلي.

### شعار

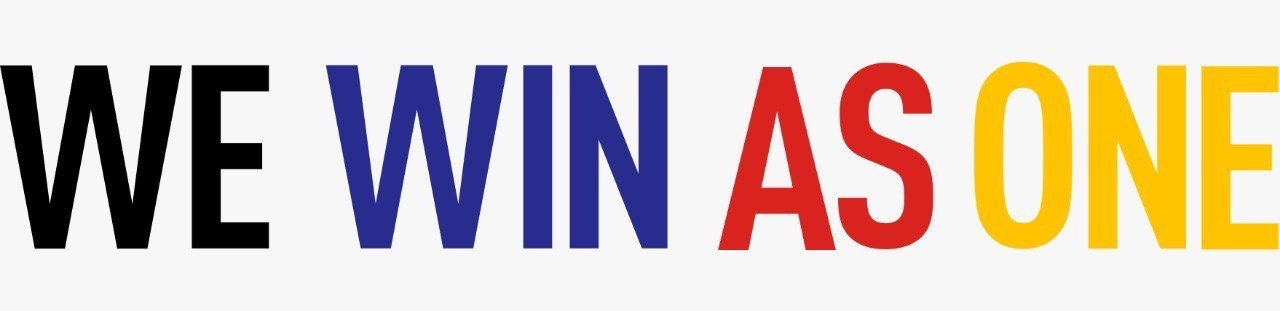
الشعار الرسمي لألعاب 2019 "فزنا كوحدة واحدة".

الشعار الرسمي لدورة ألعاب جنوب شرق آسيا 2019 بالإضافة إلى شعارها هو «فزنا كفريق واحد».

### الدول المشاركة
من المتوقع أن يشارك جميع أعضاء اتحاد جنوب شرق آسيا الـ 11 (SEAGF) في دورة ألعاب SEA لعام 2019. فيما يلي قائمة بجميع اللجان الأولمبية الوطنية المشاركة. قالب:2019 Southeast Asian Games Medal Table

## روابط خارجية
- الموقع الرسمي
- 2019 نظام نتائج ألعاب جنوب شرق آسيا